# Odaát (1. évad)
Az Odaát (Supernatural) első évada 2005. szeptember 13. és 2006. május 4. között futott az amerikai The WB csatornán, Magyarországon az RTL Klubon került adásba 2006. szeptember 8. és 2007. február 9. között, illetve a Viasat 3-on 2008/2009-ben.

## Cselekmény
|  | Alább a cselekmény részletei következnek! |

## Karakterek az 1. évadban
- Dean Winchester
- Sam Winchester
- John Winchester
- Mary Winchester
- Bobby Singer
- Jessica Lee Moore
- Azazel
- Meg Masters
- Tom
- Max Miller
- Daniel Elkins
- Ed Zeddmore és Harry Spangler
- Missouri Moseley
- Rose Holt

## Epizódok
| Sor. | Év. | Cím                               | Rendező               | Író                                                                    | Premier                                   | Nézettség   |
| --- | --- | --------------------------------- | --------------------- | ---------------------------------------------------------------------- | ----------------------------------------- | ----------- |
| 1. | 1.  | Nyomtalanul (Pilot)               | David Nutter          | Eric Kripke                                                            | 2005. szeptember 13. 2006. szeptember 8.  | 5,69 millió |
| Amikor Dean azzal keresi fel testvérét, hogy édesapjuknak nyoma veszett, a fiúnak nincs más lehetősége, mint csatlakozni Deanhez. Habár az apjukat nem találják meg, felfedezik apjuk naplóját és megpróbálják kibetűzni titkosírását. Közben azonban Sam barátnőjét megtámadják, méghozzá ugyanazon a hihetetlen módon, ahogy annak idején a testvérek anyját. Ettől fogva Sam is eltökélten keresi a választ a hátborzongató eseményekre…          |     |                                   |                       |                                                                        |                                           |             |
| 2. | 2.  | Fenevad (Wendigo)                 | David Nutter          | Történet: Ron Milbauer & Terri Hughes Burton Forgatókönyv: Eric Kripke | 2005. szeptember 20. 2006. szeptember 15. | 5,01 millió |
| Eltűnik néhány táborozni indult fiú a coloradói erdők mélyén, ahová apjuk után kutatva Sam és Dean is tart. A környéken korábban is történtek már grizzlytámadásnak vélt balesetek, de a két testvérnek, akik az eltűnt fiú húgához csatlakoznak a keresésben, rá kell jönnie, hogy a grizzlymedvénél sokkal veszedelmesebb fenevaddal állnak szemben…                                                                                               |     |                                   |                       |                                                                        |                                           |             |
| 3. | 3.  | Fulladás (Dead In The Water)      | Kim Manners           | Sera Gamble & Raelle Tucker                                            | 2005. szeptember 27. 2006. szeptember 22. | 5,01 millió |
| Egy wisconsini kisváros tavánál egyre szaporodnak a rejtélyes vízbefulladási esetek, ráadásul egyik áldozat holtteste sem kerül elő. Sam és Dean a titok nyomába ered, és hamar kiderül, egy bosszúálló szellemmel van dolguk, aki egy 35 évvel korábban történt dologért akar így elégtételt venni. |     |                                   |                       |                                                                        |                                           |             |
| 4. | 4.  | Zuhanás (Phantom Traveler)        | Robert Singer         | Richard Hatem                                                          | 2005. október 9. 2006. szeptember 29.     | 5,40 millió |
| Egy látszólag békés utas hirtelen feltépi egy repülőgép vészkijáratát utazómagasságon, és a megsérült gép lezuhan. Heten túlélik a katasztrófát, de Dean és Sam, akiket egy ismerős riaszt, hamarosan rájönnek, hogy bármilyen démon szállta is meg az utast, további leszámolást tervez… |     |                                   |                       |                                                                        |                                           |             |
| 5. | 5.  | Szellem a tükörben (Bloody Mary)  | Peter Ellis           | Történet: Eric Kripke Forgatókönyv: Ron Milbauer & Terri Hughes Burton | 2005. október 11. 2006. október 6.        | 5,50 millió |
| Egy ohiói kisvárosban felbukkan egy bosszúálló szellem, aki tükrökben lakozik, és ha valaki egy tükör előtt állva háromszor kimondja a nevét, annak megjelenik. Ha megidézőjének sötét, bűnös titka van, amit elrejtett magában, bosszút áll rajta és megöli. Sam és Dean a szaporodó titokzatos halálesetekre felfigyelve a szellem nyomába erednek…                                                                                                |     |                                   |                       |                                                                        |                                           |             |
| 6. | 6.  | Barát a bajban (Skin)             | Robert Duncan McNeill | John Shiban                                                            | 2005. október 18. 2006. október 20.       | 5,00 millió |
| Sam egyik barátját azzal gyanúsítja a rendőrség, hogy brutálisan megverte és megölte barátnőjét. A fiú húga üzen Samnek, és a két fivér azonnal nyomozni kezd a különös ügyben: Zach-et a rendőrség ugyan tetten érte a helyszínen, de húga állítja, a lány halálának időpontjában Zach vele volt, egészen máshol… |     |                                   |                       |                                                                        |                                           |             |
| 7. | 7.  | Kampókéz (Hookman)                | David Jackson         | John Shiban                                                            | 2005. október 25. 2006. október 13.       | 5,08 millió |
| Egy fiatal lány udvarlója randevú közben szörnyű kínhalált hal. Dean és Sam az eset nyomába erednek. Amikor a főiskolás lány kollégiumi szobatársával is végez valami, ami üzenetet is vés a falba, a két fivérnek rá kell jönnie, talán köze van mindehhez annak, hogy a lány apja a helyi pap, és noha erkölcsösen igyekszik nevelni a lányát, azért ő is félrelépett már…                                                                         |     |                                   |                       |                                                                        |                                           |             |
| 8. | 8.  | Rovarinvázió (Bugs)               | Kim Manners           | Rachel Nave & Bill Coakley                                             | 2005. november 8. 2006. október 27.       | 4,47 millió |
| Egy eldugott oklahomai völgyben drága lakásokat épít egy vállalkozó, de több rejtélyes haláleset is történik, melyeket a jelek szerint valamilyen formában a túltengő rovarok okoztak. Sam és Dean a helyszínen több furcsaságot is talál a földben, és hamarosan rádöbbennek, hogy a vidékről egykor a fehér betelepülők üldözték el az őslakos indiánokat, aminek borzalmas átok lett a következménye…                                             |     |                                   |                       |                                                                        |                                           |             |
| 9. | 9.  | Otthon, rémes otthon (Home)       | Ken Girotti           | Eric Kripke                                                            | 2005. november 15. 2006. november 3.      | 4,21 millió |
| Sam rémálmaiban ismét régi otthonukat látja, ahol édesanyjuk meghalt, és rádöbben, hogy a most ott lakó fiatal nő és két kisgyereke élete is veszélyben van. Ráveszi Deant, térjenek vissza Kansasbe, és próbálják véglegesen kiűzni a gonosz kísérteteket a házból, ahol egykor laktak… |     |                                   |                       |                                                                        |                                           |             |
| 10. | 10. | Tiszta elmebaj! (Asylum)          | Guy Bee               | Richard Hatem                                                          | 2005. november 22. 2006. november 10.     | 5,38 millió |
| Két rendőr egy csoport kalandvágyó tinédzser után megy egy rég bezárt, és tiltott területté nyilvánított elmegyógyintézetbe, ám nem sokkal azután, hogy kihozták őket, egyiküknek elborul az agya, végez feleségével, majd saját magával is. Dean és Sam titokzatos SMS-t kapnak eltűnt apjuktól, amiben a kísértetektől hemzsegő régi elmekórházba küldi őket, hogy vegyék fel a harcot a szellemekkel.                                             |     |                                   |                       |                                                                        |                                           |             |
| 11. | 11. | Madárijesztő (Scarecrow)          | Kim Manners           | Történet: Patrick Sean Smith Forgatókönyv: John Shiban                 | 2006. január 10. 2006. november 24.       | 4,23 millió |
| Különös halálesetek történnek egy kisváros melletti gyümölcsöskertben: mindig pontosan évente, és mindig egy szerelmespár az áldozat. Samet eltűnt apjuk felhívja telefonon, hogy siessenek oda, és pusztítsák el a gonoszt, de Deannel ellentétben ő inkább apjukat szeretné megtalálni. Amikor azonban Dean maga is veszélybe kerül, már nem habozik…                                                                                              |     |                                   |                       |                                                                        |                                           |             |
| 12. | 12. | Sötét erők markában (Faith)       | Allan Kroeker         | Sera Gamble & Raelle Tucker                                            | 2006. január 17. 2006. december 1.        | 3,86 millió |
| Dean egy gonosz lény elpusztításakor súlyos áramütést szenved, aminek következtében végzetesen károsodik a szíve. A reménytelen helyzetben Sam elcipeli a csodatévő gyógyító tiszteleteshez, aki helyre is hozza Deant, ám hamarosan rá kell jönniük, hogy sötét erők működnek közre, és a gyógyulás ára óriási… |     |                                   |                       |                                                                        |                                           |             |
| 13. | 13. | A fekete furgon titka (Route 666) | Paul Shapiro          | Brad Buckner & Eugenie Ross-Leming                                     | 2006. január 31. 2006. december 8.        | 5,82 millió |
| Titokzatos balesetsorozat áldozatává válik néhány fekete bőrű polgár egy kisváros környéki útszakaszon, és az „elkövető” mindig egy állítólag vezető nélküli fekete furgon. Amikor Cassie, Dean volt barátnőjének apja hal meg, a lány segítséget kér Deantől. A testvéreknek rá kell jönniük, hogy gonosz szellemek nem csupán embereket szállhatnak meg…                                                                                           |     |                                   |                       |                                                                        |                                           |             |
| 14. | 14. | Rémálmok (Nightmare)              | Phil Sgriccia         | Sera Gamble & Raelle Tucker                                            | 2006. február 7. 2006. december 15.       | 4,27 millió |
| Különös körülmények között veszíti életét egy férfi a saját garázsában, és még különösebb, sőt ijesztőbb, hogy Sam nem sokkal előtte egy vízióban az egészet átéli. A két testvér a helyszínre siet, ám Samet hamarosan újabb rémálmok kezdik gyötörni, és nem sokra rá az elátkozott család egy újabb tagja hal meg pontosan úgy, ahogy Sam megálmodta. Deannek és Samnek rá kell jönnie, hogy ezúttal ráadásul nem is gonosz szellemekről van szó… |     |                                   |                       |                                                                        |                                           |             |
| 15. | 15. | Gyilkos vadászat (The Benders)    | Peter Ellis           | John Shiban                                                            | 2006. február 14. 2006. december 22.      | 3,96 millió |
| Egy kisvárosban titokzatos eltűnések borzolják a kedélyeket, és a két testvér az esetek nyomába ered. Amikor Samnek pontosan úgy veszik nyoma egy parkolóban, mint a legutóbbi áldozatnak, Dean kétségbeesetten kezdi keresni, és a helyi rendőrség egyik tagja is a segítségére van ebben… |     |                                   |                       |                                                                        |                                           |             |
| 16. | 16. | Az árnyék (Shadow)                | Kim Manners           | Eric Kripke                                                            | 2006. február 28. 2007. január 5.         | 4,22 millió |
| Chicagóban, ahová Sam és Dean rejtélyes haláleseteket felderíteni utazott, Sam egy bárban véletlenül összefut Meggel, akit Indianában ismert meg korábban. Hamarosan kiderül azonban, hogy a lány sötét erők szolgája, és hogy praktikáival nem a két testvért akarja csapdába csalni, és elpusztítani. Sokkal komolyabb áldozatra vadászik… |     |                                   |                       |                                                                        |                                           |             |
| 17. | 17. | Pokoltanya (Hell House)           | Chris Long            | Trey Callaway                                                          | 2006. március 30. 2007. január 12.        | 3,76 millió |
| Egy texasi elhagyatott farmházban rejtélyes halálesetek történnek. A legenda szerint, amelynek Sam és Dean a nyomába ered, a gazdasági válság idején gyermekgyilkossá lett farmer szelleme kísért, és végez mindazokkal, akik háborgatják… |     |                                   |                       |                                                                        |                                           |             |
| 18. | 18. | Az ősgonosz (Something Wicked)    | Whitney Ransick       | Daniel Knauf                                                           | 2006. április 6. 2007. január 19.         | 3,67 millió |
| Egy wisconsini kisvárosban egymás után betegszenek meg a gyerekek egy rejtélyes kórban, aminek pontos mibenlétét az orvosok sem tudják, de a gyerekek egyre csak sorvadnak és lassan elszáll belőlük az élet. Dean hamarosan rádöbben, hogy saját egyik gyermekkori élményének köze lehet a szörnyeteghez, amelyik ezt teszi, és hogy strigák igenis vannak...                                                                                       |     |                                   |                       |                                                                        |                                           |             |
| 19. | 19. | A festmény bosszúja (Provenance)  | Phil Sgriccia         | David Ehrman                                                           | 2006. április 13. 2007. január 26.        | 3,62 millió |
| Egy fiatal házaspár brutális gyilkosság áldozata lesz: elmetszik mindkettőjük torkát. Sam és Dean, akik az újságban olvasnak az esetről, elkezdenek nyomozni, és kiderítik, hogy a pár a gyilkosság napján egy festményt vásárolt, amelynek baljóslatú előtörténete van... |     |                                   |                       |                                                                        |                                           |             |
| 20. | 20. | A holtak vére (Dead Man's Blood)  | Tony Wharmby          | Cathryn Humphris & John Shiban                                         | 2006. április 20. 2007. február 2.        | 3,99 millió |
| Egy öreg farmer brutális gyilkosság áldozata lesz, és a két testvér, aki az eset nyomába ered, hamarosan rájön, hogy az általuk is kihaltnak hitt vámpírok állnak a dolog hátterében. Nemsokára felbukkan azonban apjuk, John is, aki ráébreszti őket, hogy a tét még ennél is nagyobb, és a vámpírok olyan fegyvert szereztek meg, amely a végső győzelemhez is hozzásegíthetné őket…                                                               |     |                                   |                       |                                                                        |                                           |             |
| 21. | 21. | Megváltás (Salvation)             | Robert Singer         | Sera Gamble & Raelle Tucker                                            | 2006. április 27. 2007. február 9.        | 3,26 millió |
| Sam és Dean apjuk segítségével annak a démonnak a nyomába erednek, amelyik egykor édesanyjukkal, és Sam barátnőjével is végzett. Rájönnek, hol készül lecsapni legközelebb, ám ekkorra már Meg és a gonosz erők is üldözik őket, és nincs más megoldás, minthogy szétváljanak a siker reményében... |     |                                   |                       |                                                                        |                                           |             |
| 22. | 22. | Halálcsapda (Devil's Trap)        | Kim Manners           | Eric Kripke                                                            | 2006. május 4. 2007. február 9.           | 3,99 millió |
| John a végső leszámolásra készül a családjukat üldöző démonnal, ám csapdába esik és elfogják. Sam és Dean Meg segítségével megtudják, hol tartják fogva Johnt, és a bűvös erejű fegyverrel felszerelkezve kiszabadítják, ám hamarosan rájönnek, hogy az igazi harc csak ezután kezdődik... |     |                                   |                       |                                                                        |                                           |             |